# Ajay Devgan
Ajay Devgan (ur. 2 kwietnia 1969 w Delhi) – indyjski aktor i reżyser filmowy. 

## Życiorys
Syn Veeru Devgana i Veeny Devgan, brat reżysera Anila Devgana, mąż aktorki Kajol. Najsławniejsze role to – rewolucjonisty Bulvy w Lajja, gangsterów w Towarzystwie i Apaharan, bojownika o wolność za czasów panowania brytyjskiego w Indiach Bhagata Singha The Legend of Bhagat Singh, indyjskiego "Otello" w Omkara i zakochanego w Prosto z serca.
W 2008 wyreżyserował film Ty i ja, grając w nim z żoną Kajol główną rolę. Wystąpił z nią też w Hulchul, Gundaraj, Miłość musiała nadejść, Dil Kya Kare, Miłość, Raju Chacha i animacji Toonpur Ka Superrhero.

## Życie prywatne
- 24 lutego 1999 – ślub z aktorką Kajol
- 20 kwietnia 2003 – narodziny córki Nysy
- 10 kwietnia 2008 – śmierć teścia Shomu Mukherjee
- 13 września 2010 – narodziny syna Yuga

## Filmy z dostępne w Polsce
polskie wydania DVD
- Młodość / Yuva
- Ty i ja / U Me Aur Hum

dodatki do gazet
- Zranione serca / Kachche Dhaage
- Prosto z serca / Hum Dil De Chuke Sanam
- Droga miłości / Yeh Raaste Hain Pyaar Ke
- Miłosne manewry / Hum Kisi Se Kum Nahin
- Każdy ma prawo do miłości / Chori Chori
- Miłosne kłamstwa / Raincoat
- Szantaż / Blackmail
- Omkara / Omkara

## Filmografia

### Aktor
| Rok  | Film                                   | Rola                               | Partnerka filmowa          |
| ---- | -------------------------------------- | ---------------------------------- | -------------------------- |
| ???  | Ramayan                                | Ram                                | Kajol                      |
| ???  | Sargna                                 | ???                                | Bhumika Chawla             |
| ???  | Bihaad                                 | ???                                | Vidya Balan                |
| ???  | Naam                                   | Shekar/Michael/Amar Kumar          | Bhumika Chawla             |
| ???  | The Outsider                           | ???                                | ---                        |
| ???  | Mr. Fraud                              | ???                                | Bipasha Basu               |
| 2013 | The Arab, The Camel & P Madhavan Nair  | ???                                | ???                        |
| 2013 | Matru Ki Bijlee Ka Mandola             | ???                                | Anushka Sharma             |
| 2013 | Satyagraha                             | ???                                | Kareena Kapoor             |
| 2013 | Himmatwala                             | ???                                | Tamannaah                  |
| 2012 | Son Of Sardaar                         | Jassi                              | Sonakshi Sinha             |
| 2012 | Bol Bachchan                           | Prithviraj Raghuvanshi             | Asin Thottumkal            |
| 2012 | Tezz                                   | Aakaash                            | Kangana Ranaut             |
| 2011 | Rascals                                | Bhagat                             | Kangana Ranaut             |
| 2011 | Singham                                | Bajirao Singham                    | Kajal Aggarwal             |
| 2011 | Ready                                  | występ gościnny                    | ---                        |
| 2011 | Dil Toh Bachcha Hai Ji                 | Naren Ahuja                        | Shazahn Padamsee           |
| 2010 | Toonpur Ka Superrhero                  | Aditya                             | Kajol                      |
| 2010 | Golmaal 3                              | Gopal                              | Kareena Kapoor             |
| 2010 | Aakrosh                                | Pratap Kumar                       | Bipasha Basu               |
| 2010 | Once Upon A Time In Mumbaai            | Sultan Mirza                       | Kangana Ranaut             |
| 2010 | Raajneeti                              | Sooraj Kumar                       | ---                        |
| 2010 | Atithi Tum Kab Jaoge?                  | Puneet                             | Konkona Sen Sharma         |
| 2010 | Teen Patti                             | gościnnie jako Sunny               | ---                        |
| 2009 | Londyńskie marzenie                    | Arjun                              | Asin Thottumkal            |
| 2009 | All the Best: Fun Begins               | Prem 'Chopdu' Chopra               | Bipasha Basu               |
| 2008 | Golmaal Returns                        | Gopal                              | Kareena Kapoor             |
| 2008 | Mehbooba                               | Karan                              | Manisha Koirala            |
| 2008 | Haal-e-dil                             | gościnnie w piosence Oye Hoye      | ---                        |
| 2008 | Ty i ja                                | Ajay                               | Kajol                      |
| 2008 | Sunday                                 | ACP Rajveer Randhawa               | Ayesha Takia               |
| 2008 | Halla Bol                              | Ashfaque                           | Vidya Balan                |
| 2007 | Cash                                   | Karan/Doc                          | Shamita Shetty             |
| 2007 | Ram Gopal Varma Ki Aag                 | Hirendra 'Heero' Chavan            | Priyanka Kothari           |
| 2006 | Omkara                                 | Omkara 'Omi' Shukla                | Kareena Kapoor             |
| 2006 | Szalona przyjaźń                       | Gopal                              | Rimi Sen                   |
| 2006 | Dharti Kahe Pukar Ke                   | Kunal Singh                        | Sharbani Mukherjee         |
| 2006 | The Awakening                          | ---                                | ---                        |
| 2005 | Miasto marzeń                          | Gaurav Gupta                       | Bipasha Basu               |
| 2005 | Apaharan                               | Ajay Shastri                       | Bipasha Basu               |
| 2005 | Main Aisa Hi Hoon                      | Indraneel 'Neel' Thakur            | Esha Deol                  |
| 2005 | Czas zguby                             | Kaali Pratap Singh                 | ---                        |
| 2005 | Tango Charlie                          | Havaldar Mohammed Ali (Mike Alpha) | ---                        |
| 2005 | Zameer - The Fire Within               | Suraj Chauhan                      | Amisha Patel               |
| 2005 | Szantaż                                | Shekhar Mohan                      | Dia Mirza                  |
| 2005 | Insan                                  | Inspektor Ajit Rathod              | Lara Dutta                 |
| 2004 | Taarzan: The Wonder Car                | Deven Chaudhary                    | ---                        |
| 2004 | Miłosne kłamstwa                       | Manoj 'Mannu'                      | Aishwarya Rai Bachchan     |
| 2004 | Młodość                                | Michael Mukherjee                  | Esha Deol                  |
| 2004 | Masti                                  | Inspektor Sikander                 | ---                        |
| 2004 | Mundur                                 | Yashwant Angre                     | ---                        |
| 2003 | LOC - Kargil                           | Lt. Manoj Kumar Pandey             | Rani Mukerji               |
| 2003 | Zameen                                 | Col. Ranvir Singh Ranawat          | ---                        |
| 2003 | Parwana                                | Parwana                            | Amisha Patel               |
| 2003 | Gangaajal                              | Amit Kumar                         | Gracy Singh                |
| 2003 | Chori Chori: Każdy ma prawo do miłości | Ranbir Malhotra                    | Rani Mukerji               |
| 2003 | Qayamat                                | Rachit                             | Neha Dhupia                |
| 2003 | Duch                                   | Vishal                             | Urmila Matondkar           |
| 2002 | Deewangee                              | Tarang Bharadwaj                   | Urmila Matondkar           |
| 2002 | The Legend of Bhagat Singh             | Bhagat Singh                       | Amrita Rao                 |
| 2002 | Miłosne manewry                        | Raja                               | Aishwarya Rai Bachchan     |
| 2002 | Towarzystwo                            | Mallik                             | Manisha Koirala            |
| 2001 | Tera Mera Saath Rahen                  | Raj Dixit                          | Sonali Bendre              |
| 2001 | Lajja                                  | Bulwa                              | ---                        |
| 2001 | Droga miłości                          | Vicky/Rohit Verma                  | Madhuri Dixit/Preity Zinta |
| 2000 | Raju Chacha                            | Shekhar/Raju Chacha                | Kajol                      |
| 2000 | Deewane                                | Vishal/Arun                        | Urmila Matondkar           |
| 1999 | Thakshak                               | Ishaan Singh                       | Tabu                       |
| 1999 | Gair                                   | Vijay Kumar/Dev                    | Raveena Tandon             |
| 1999 | Hindustan Ki Kasam                     | Ajay/Tauheed                       | Manisha Koirala            |
| 1999 | Prosto z serca                         | Vanraj                             | Aishwarya Rai Bachchan     |
| 1999 | Hogi Pyaar Ki Jeet                     | Raju                               | Neha Dhupia                |
| 1999 | Dil Kya Kare                           | Anand Kishore                      | Kajol                      |
| 1999 | Zranione serca                         | Aftab                              | Manisha Koirala            |
| 1998 | Zakhm                                  | Ajay R. Desai                      | Sonali Bendre              |
| 1998 | Sar Utha Ke Jiyo                       | gościnnie                          | ---                        |
| 1998 | Miłość musiała nadejść                 | Shekhar                            | Kajol                      |
| 1998 | Major Saab                             | Virendra Pratap Singh              | Sonali Bendre              |
| 1997 | Miłość                                 | Ajay Rai                           | Kajol                      |
| 1997 | Itihaas                                | Karan                              | Twinkle Khanna             |
| 1996 | Jung                                   | Ajay Bahadur Saxena                | Rambha                     |
| 1996 | Diljale                                | Shyam                              | Sonali Bendre              |
| 1996 | Jaan                                   | Karan                              | Twinkle Khanna             |
| 1995 | Haqeeqat                               | Shiva/Ajay                         | Tabu                       |
| 1995 | Gundaraj                               | Ajay Chauvan                       | Kajol                      |
| 1995 | Hulchul                                | Deva                               | Kajol                      |
| 1995 | Naajayaz                               | Inspektor Jay Bakshi               | Juhi Chawla                |
| 1994 | Suhaag                                 | Ajay Sharma                        | Karisma Kapoor             |
| 1994 | Vijaypath                              | Karan                              | Tabu                       |
| 1994 | Kanoon                                 | Vishal                             | Urmila Matondkar           |
| 1994 | Dilwale                                | Arun Saxena                        | Raveena Tandon             |
| 1993 | Dhanwaan                               | Kashinath                          | Manisha Koirala            |
| 1993 | Dil Hai Betaab                         | Ajay                               | Pratibha Sinha             |
| 1993 | Shaktiman                              | Amar                               | Karisma Kapoor             |
| 1993 | Platform                               | Rajoo                              | Ayesha Jhulka              |
| 1993 | Divya Shakti                           | Prashant Varma                     | Raveena Tandon             |
| 1993 | Bedardi                                | Vijay Saxena                       | Urmila Matondkar           |
| 1993 | Ek Hi Raasta                           | Karan Singh                        | Raveena Tandon             |
| 1993 | Sangram                                | Raja                               | Karisma Kapoor             |
| 1992 | Jigar                                  | Raj 'Raju' Verma                   | Karisma Kapoor             |
| 1991 | Phool Aur Kaante                       | Ajay                               | Madhoo                     |

### Reżyser
| Rok  | Film        |
| ---- | ----------- |
| 2008 | Ty, ja i my |

### Scenarzysta
| Rok  | Film        |
| ---- | ----------- |
| 2008 | Ty, ja i my |

### Producent
| Rok  | Film                       |
| ---- | -------------------------- |
| 2012 | Matru Ki Bijlee Ka Mandola |
| 2012 | Son of Sardaar             |
| 2012 | Bol Bachchan               |
| 2009 | All the Best: Fun Begins   |
| 2008 | Ty, ja i my                |
| 2006 | The Awakening              |
| 2000 | Raju Chacha                |

## Nagrody i nominacje

### Filmfare Awards
- 2011, Nominowany do Nagrody Filmfare dla Najlepszego Aktora, za film Once Upon A Time In Mumbaai
- 2006, Nominowany do Nagrody Filmfare za Najlepszą Rolę Negatywną, za film Czas zguby
- 2005, Nominowany do Nagrody Filmfare za Najlepszą Rolę Negatywną, za film Mundur
- 2004, Nominowany do Nagrody Filmfare dla Najlepszego Aktora, za film Gangaajal
- 2003, Nominowany do Nagrody Filmfare dla Najlepszego Aktora, za film Towarzystwo
- 2003, Nagroda Filmfare Krytyków dla Najlepszego Aktora, za film The Legend of Bhagat Singh
- 2003, Nagroda Filmfare Krytyków dla Najlepszego Aktora, za film Towarzystwo
- 2003, Nagroda Filmfare za Najlepszą Rolę Negatywną, za film Deewangee
- 2002, Nominowany do Nagrody Filmfare dla Najlepszego Aktora Drugoplanowego, za film Lajja
- 2000, Nominowany do Nagrody Filmfare dla Najlepszego Aktora, za film Prosto z serca
- 1999, Nominowany do Nagrody Filmfare dla Najlepszego Aktora, za film Zakhm
- 1996, Nominowany do Nagrody Filmfare dla Najlepszego Aktora, za film Naajayaz
- 1992, Nagroda Filmfare za Najlepszy Debiut, za film Phool Aur Kaante

### Annual Star Screen Awards
- 2011, Nominowany do Nagrody Star Screen dla Najlepszego Aktora, za film Once Upon A Time In Mumbaai
- 2011, Nagroda Star Screen dla Najlepszego Artysty, za film Golmaal 3
- 2010, Nominowany do Nagrody Star Screen dla Najlepszego Aktora, za film All The Best
- 2007, Nominowany do Nagrody Star Screen dla Najlepszego Aktora, za film Omkara
- 2006, Nominowany do Nagrody Star Screen dla Najlepszego Aktora, za film Apaharan
- 2006, Nominowany do Nagrody Star Screen za Najlepszą Rolę Negatywną, za film Miasto marzeń
- 2005, Nominowany do Nagrody Star Screen za Najlepszą Rolę Negatywną, za film Mundur
- 2003, Nagroda Star Screen dla Najlepszego Aktora, za film Towarzystwo
- 2003, Nominowany do Nagrody Star Screen dla Najlepszego Aktora, za film The Legend of Bhagat Singh
- 2003, Nagroda Star Screen za Najlepszą Rolę Negatywną, za film Deewangee
- 1999, Nagroda Star Screen dla Najlepszego Aktora, za film Zakhm

### Apsara Film & Television Producers Guild Awards
- 2011, Nominowany do Nagrody Apsara dla Najlepszego Aktora Drugoplanowego, za film Raajneeti
- 2011, Nominowany do Nagrody Apsara dla Najlepszego Aktora, za film Once Upon A Time In Mumbaai
- 2010, Nagroda Apsara za Najlepszą Rolę Komediową, za film All The Best
- 2010, Nominowany do Nagrody Apsara za Najlepszą Rolę Negatywną, za film Londyńskie marzenie

### Stardust Awards
- 2011, Nagroda Stardust dla Najlepszego Aktora w kategorii thriller/akcja, za film Once Upon A Time In Mumbaai
- 2011, Nominowany do Nagrody Stardust dla Gwiazdy Roku, za film Once Upon A Time In Mumbaai i Golmaal 3
- 2011, Nominowany do Nagrody Stardust za Najlepszą Rolę Komediową, za film Atithi Tum Kab Jaaoge
- 2010, Nominowany do Nagrody Stardust za Najlepszą Rolę Komediową, za film All The Best
- 2010, Nominowany do Nagrody Stardust dla Gwiazdy Roku, za film All The Best

### IIFA Awards
- 2010, Nominowany do Nagroda IIFA za Najlepszą Rolę Komediową, za film All The Best
- 2007, Nominowany do Nagrody IIFA dla Najlepszego Aktora, za film Omkara
- 2006, Nominowany do Nagrody IIFA za Najlepszą Rolę Negatywną, za film Czas zguby

### Zee Cine Awards
- 2011, Nominowany do Nagrody Zee Cine dla Najlepszego Aktora, za film Once Upon A Time In Mumbai
- 2005, Nominowany do Nagroda Zee Cine dla Najlepszego Aktora

### Global Indian Film & Television Honors
- 2011, Nagroda Balaji dla Najlepszego Aktora, za film Once Upon A Time In Mumbai
- 2011, Nagroda Balaji dla Najlepszego Artysty Roku

### National Film Awards
- 2003, Nagroda National Film dla Najlepszego Aktora, za film The Legend of Bhagat Singh
- 1999, Nagroda National Film dla Najlepszego Aktora, za film Zakhm